# Sminthopsis fuliginosa
Sminthopsis fuliginosa is een roofbuideldier uit het geslacht van de smalvoetbuidelmuizen. De wetenschappelijke naam van de soort werd voor het eerst geldig gepubliceerd door John Gould in 1852.

## Taxonomie
De taxonomische status van deze soort is erg onzeker, vaak worden de soorten Sminthopsis aitkeni en Sminthopsis boullangerensis als ondersoort van deze soort gerekend en wordt Sminthopsis griseoventer als synoniem van van deze soort gerekend.

## Beschrijving
Deze soort is slechts bekend van het lectotype, BMNH 44.2.15.20, dat in de 19e eeuw in West-Australië is gevangen, waarschijnlijk in de buurt van de rivier de Avon. S. fuliginosus is lange tijd tot de gewone smalvoetbuidelmuis (S. murina) gerekend, maar wordt sinds de jaren 80 van de 20e eeuw als een aparte soort gezien. Het lectotype bestaat uit een beschadigde schedel en een huid. De buik is vuilwit. De staart is korter (86,2 mm) dan de kop-romp (94,0 mm).
Sminthopsis aitkeni · Sminthopsis archeri · Sminthopsis bindi · Sminthopsis boullangerensis · Sminthopsis butleri · Dikstaartsmalvoetbuidelmuis (Sminthopsis crassicaudata) · Sminthopsis dolichura · Sminthopsis douglasi · Sminthopsis froggatti · Sminthopsis fuliginosus · Sminthopsis gilberti · Sminthopsis granulipes · Sminthopsis griseoventer · Sminthopsis hirtipes · Sminthopsis leucopus · Sminthopsis macroura · Gewone smalvoetbuidelmuis (Sminthopsis murina) · Sminthopsis ooldea · Sminthopsis psammophila · Sminthopsis stalkeri · Sminthopsis virginiae · Sminthopsis youngsoni